# (94884) Takuya
(94884) Takuya (2001 XK249) – planetoida z pasa głównego asteroid okrążająca Słońce w ciągu 3,61 lat w średniej odległości 2,35 j.a. Odkryta 14 grudnia 2001 roku.